# いぬみみ
『いぬみみ』は、中島零による日本の漫画。白泉社の雑誌『ヤングアニマルあいらんど』no.3（2005年7月7日号）に第1話を掲載。その後、同社の『ヤングアニマル嵐』2005年No.6に第2話を掲載、2007年No.6まで連載された。

## 作品概要
ごく普通で健康な中学2年生の少年・城ノ崎優一郎は、カナダでの半年間のホームステイを終えて帰国。愛らしい3匹の飼い犬たちとの再会を楽しみに、久々に自宅のドアを開けると、そこには愛犬たちの代わりに、セクシーなランジェリー姿の美少女が立っていた。そして、その美少女は、いきなり優一郎を「ご主人様あっ!!」と呼びながら抱きついて来た。その美少女の正体とは……。
人間の姿になった愛犬たちとその飼い主の優一郎に、幼なじみの恵美奈も巻き込んで、ちょっとえっちでドキドキの生活が始まった。

## 主な登場人物
城ノ崎 優一郎（きのさき ゆういちろう）
本作品の主人公。とりたてて特徴のない、普通の中学2年生の少年。眼鏡をかけている。クラスは2年E組。思春期まっさかりの少年らしく、えっちなことには年相応に興味があるが、まだ純情で異性の裸体などを見ると鼻血を吹いてしまう。数年前に母親を亡くしている。その心の寂しさを埋めるべく、父親から3匹の犬を順に与えてもらった。カナダへ半年間のホームステイへ出かけていたが、帰国すると3匹の飼い犬がすべて人間の美少女になっていてびっくり。今は、その世話と教育（外見は人間なのに中身は犬のままのため）に忙殺される日々を過ごしている。
実は父親譲りの天才的な技術力を持っていて、それを認めたNASAから招聘され、2年間の研究留学の勧誘を受ける。しかし、そのためには2年間エルガたちを日本に置き去りにするか、連れて行くなら人間形態に戻れる保証のないまま犬形態に戻すしかない。そのため、いったんは勧誘を断るが、恵美奈とエルガにより「自分のユメを追え」と後押しされ、エルガたちを日本に残すことで留学の勧誘を受けることにする。
城ノ崎 エルガ（きのさき えるが - ELGA）
城ノ崎家の飼い犬の1匹。犬種は、アラスカン・マラミュート。3歳（登場時は2歳7か月）で、ほぼ成犬になったばかり。9月22日生まれ。人間形態では、16歳ぐらいの姿。青銀色のセミロングヘア。しっぽは大きくふさふさ。しっぽを触られると落ち着きをなくし、放してもらえないと最後には怒る。瞳は青。城ノ崎家の3匹の中では、一番の巨乳。3匹のうち、最初に城ノ崎家へやって来た。母親を亡くした直後に1人で落ち込んでいた優一郎の、心の支えになっていた。性格はとても優しく、健気。ご主人様である優一郎が大好きで、人間形態になりたがったのも、もっと優一郎の支えになりたいという強い思いから。水が苦手で、犬の姿だった頃は身体を洗われるのを嫌がり、よく暴れていた。人間形態になっても水嫌いはそのままで、優一郎やリノ、恵美奈に身体の洗い方などを教わっても、いまだに1人では入浴できない。なお、頭の中はまだほとんど犬のままなので、優一郎といっしょに入浴するのは全然構わないらしい。ネズミも苦手。人間形態になった後、実験用マウス（スチュアートMK.III）を見てショックを受け、一時的にしゃべれなくなったことがあるほど。優一郎を「ご主人様」と呼ぶ。人間としての知識は、主にテレビを見て身につけようとしている。ただ、昼メロを見ていることが多いので、特に恋愛関係にはやや歪んだ知識が増えている。好物は、ささみジャーキー。
2年間の予定で留学へ行く優一郎を待つことができないばかりか、たとえわずかでも離れたくないという強い思いから、人間形態に戻れる保証がないにもかかわらず犬の姿に戻り、優一郎の留学について行く。幸いにも、1年間で留学を終え、またその間に再びエルガを安全に人間形態に戻せる技術を確立した優一郎と丈一郎により、日本に戻ってから再び人間形態に戻ることができた。
城ノ崎 リノ（きのさき りの - RINO）
城ノ崎家の飼い犬の1匹。犬種は、ドーベルマン。3歳10か月（登場時は3歳5か月）で、十分に成犬。人間形態では、20歳前後の姿。鉄紺色のショートヘアで、前髪だけ茶色。しっぽは短い。瞳は青で、ややツリ目。巨乳である。城ノ崎家には、2番目にやって来た。犬種の通り、番犬としての位置を占めている。人間形態になっても、不審者の侵入に目を光らせている。恵美奈が勝手口から合鍵で入って来た時は、デフコン3モード（臨戦態勢寸前）になったほど（もちろん、恵美奈とわかったらすぐ解除した）。以前の飼い主（リノに対する扱いはひどかった）に捨てられ、施設に捕まった経験がある。性格も荒れていたが、丈一郎に助け出された。犬種に加え、一度捨てられた経験のため、やや気が短く好戦的なところがある。人間、犬を問わず気に入らない相手には「首の血管を噛みちぎるぞ」と脅す。
口数は少ないが、最年長ということもあり、城ノ崎家の3匹の中ではリーダー格。めったに笑わない。3匹の中では唯一、優一郎の父親の丈一郎を主人としている。さらに人間形態では優一郎より年上で、性格もしっかりしているため、優一郎があまりに情けない行動をするとお説教をすることもある。寝る時も、他の2匹が優一郎のベッドで一緒に寝るのに対し、リノは必ずベッドの下で寝る等、人と犬という最低限の主従関係はきちんと守っている。優一郎を呼ぶ時は、呼び捨て。人間としての知識は、おもに本を読んで身につけようとしている。好物は、もちろん肉。
城ノ崎 ルナ（きのさき るな - LUNA）
城ノ崎家の飼い犬の1匹。犬種は、ウェルシュ・コーギー・カーディガン。2歳になった（登場時は1歳7か月）が、まだまだお子様。9月15日生まれ。人間形態では、10歳ぐらいの姿。茶色のショートヘアで、頭の左右で1束ずつ、金属管を通してまとめている。しっぽは大きくふさふさ。瞳も茶色。他の2匹に比べて小柄。胸もまだ薄い。城ノ崎家には、最後にやって来た。成犬ではないだけに、素直で無邪気で元気。ただ、人間形態に慣れていないのか、よく転ぶ。優一郎になでてもらうのがお気に入り。恵美奈に、一番よくなついている。恵美奈が来ると、ほぼ必ずくっついている。優一郎を「優一郎さま」と呼ぶ。エルガよりも早く1人で入浴できるようになり、優一郎にほめられた。好物は、犬用ビスケット。野菜が嫌い。テレビドラマは、刑事ものが好き。
楠 恵美奈（くすのき えみな）
優一郎と同い年で、幼なじみの少女。14歳。明るく元気な性格。母親が外国人のハーフ。クラスは2年A組。セミロングヘアを短いツインテールにしている。胸は年相応だが、もちろんエルガよりは小さい。自分では意識していないが、優一郎に淡い恋心を抱いている。そのため、人間形態になったエルガが恋のライバルになりかけている。ややツンデレ。優一郎の父から城ノ崎家の勝手口の合鍵を預かっていて、城ノ崎家には自由に出入りできる。人間形態になったエルガたちと優一郎がいっしょに入浴するのは絶対に許せない。エルガが1人だけでも入浴できるように、エルガといっしょに入浴して洗い方などをいろいろと教えた。優一郎を「優くん」と呼ぶ。エルガたちに自分の古着を譲ったり、水着を貸したりした（水着はルナしか着られなかったが……）。また、下着の買い出しを手伝った。ルナがお気に入り。
城ノ崎 丈一郎（きのさき じょういちろう）
優一郎の父。発明家で、優れた科学者でもある。城ノ崎技術開発有限会社の社長（ただし1人だけの会社で他に社員はいない模様）。エルガたちを人間形態にした張本人。ちなみに「人間になりたい」との希望は、バ○リンガルで知ったらしい。
優一郎の帰宅と入れ替わるようにインドへ旅立ってしまった。その後、世界各地を転々としているらしい。家のことやエルガたちのことは気にかけているようで、ルナの誕生日にはケーキを贈っている。リノには「大御主人様（おおごしゅじんさま）」と呼ばれている。
終盤近くになってから、ようやく作品中に登場した。
村山 瑠璃（むらやま るり）
夏休みの学校プール公開で、ルナと仲よくなった少女。ルナにとって、初めてできた「ニンゲンのお友だち」。自宅は、商店街の「お肉のムラヤマ」。ストレートのロングヘア。身長はルナとほぼ同じ。誕生日は、ルナより少しだけ後。ルナの誕生会に参加し、さらに自分の誕生会にルナを招待した。
ご町内の皆様
城ノ崎家のあるご町内の住人たち。つつじが丘商店街で店を出している人々が多い。全員、エルガたちが人間になったのを丈一郎から聞いて知っていた。それなのに、城ノ崎家とは特に親しいはずの恵美奈がそれを知らなかった理由は謎。

## 主な舞台
第9話（単行本第2巻に収録）で登場したパトカーが警視庁のもので、さらに多摩ナンバーであるので、東京都の多摩地区という設定と思われる。なお、このパトカーが出たのは1コマだけである。
城ノ崎家（きのさきけ）
優一郎の自宅。優一郎と、エルガ・リノ・ルナが住んでいる。個人宅としてはかなり広い敷地を持ち、周囲はレンガ造りの塀で囲まれている。門から玄関までの間には、丈一郎の発明品や、その材料と思われるものが所狭しと置かれている。軍用機や戦車といった兵器らしきものや、巨大チューリップなどがある。正面玄関の扉には電気仕掛けの防犯設備が多数つけられていて、停電になると外から開けることができなくなる。城ノ崎技術開発有限会社の本社も兼ねている。家自体も、そこそこ広い。
別棟で研究棟があり、多人数が泊まれる大部屋や、地下には旅館の大浴場なみの広い風呂がある（しかも男女別）。風呂は、現在は水道水を沸かしているが、丈一郎が温泉を掘ろうとしているらしい。
つつじが丘商店街（つつじがおかしょうてんがい）
恵美奈の家を含め、気のいい店主たちが多い商店街。優一郎たちは、ふだんここで買い物をしている。
創立から60年以上という、歴史のある商店街。
楠青果店（くすのきせいかてん）
つつじが丘商店街の中にある八百屋。恵美奈の両親の店。
店主である恵美奈の父は威勢のいい親父で、一緒に店を切り盛りする恵美奈の母は日本語が堪能な外国人で、癖のあるロングヘアの美人。
いぬめーどチャイニーズ・わん
つつじが丘商店街の中にある中華カフェ。元は「台湾酒家 王（わん）」。店主の王（わん）さんが不況のため店を閉めるのを前に、商店街60周年の記念行事としてエルガたちの協力のもと「犬耳メード中華カフェ」にしてみたところ人気を博し、そのまま続けて犬耳メイド娘がいる中華カフェとなっている。商店街60周年の記念行事の時は、城崎家の3匹と恵美奈（犬耳コスチュームつき）に加え、優一郎までも犬耳（しかもロップイヤー）コスチュームをつけて「犬執事」として手伝わされるハメになった。記念行事の後は、普通の少女のアルバイトが犬耳コスチュームをつけて店員となっている。

## 書誌情報
白泉社より「ジェッツコミックス」として刊行されている。全3巻。
1. 第1巻（2006年7月5日発行） ISBN 4-592-14261-6
2. 第2巻（2006年12月26日発行） ISBN 4-592-14262-4
3. 第3巻（2007年8月5日発行） ISBN 978-4-592-14263-8